# Onthophagus zetteli
Onthophagus zetteli là một loài bọ cánh cứng trong họ Bọ hung (Scarabaeidae).